# Лопанський міст

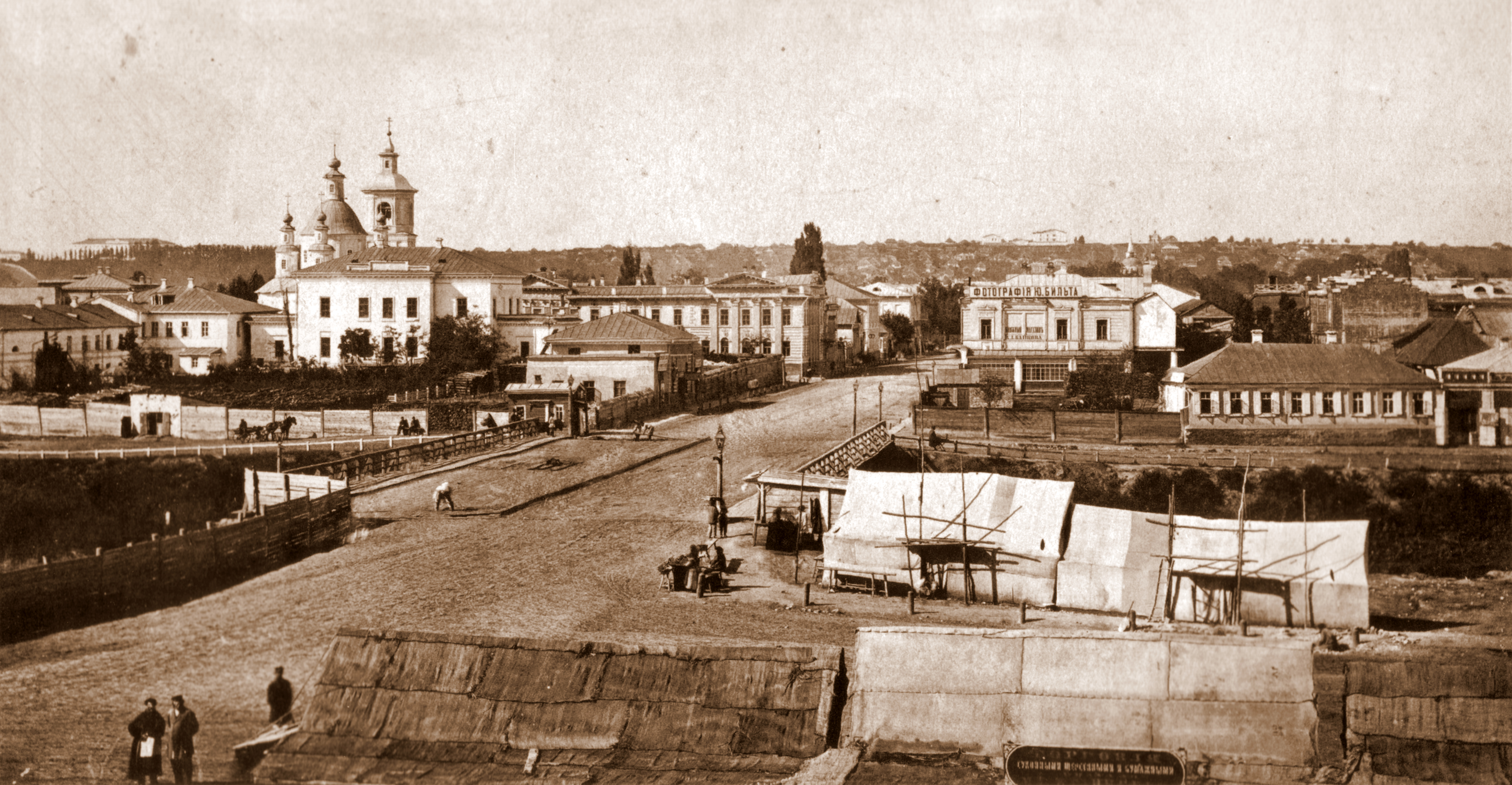
Вигляд з Університетської гірки через частину Сергіївської площі на Великий Лопанський міст, початок Катеринославської вулиці і Христорождественську церкву. Фото 1879 р.

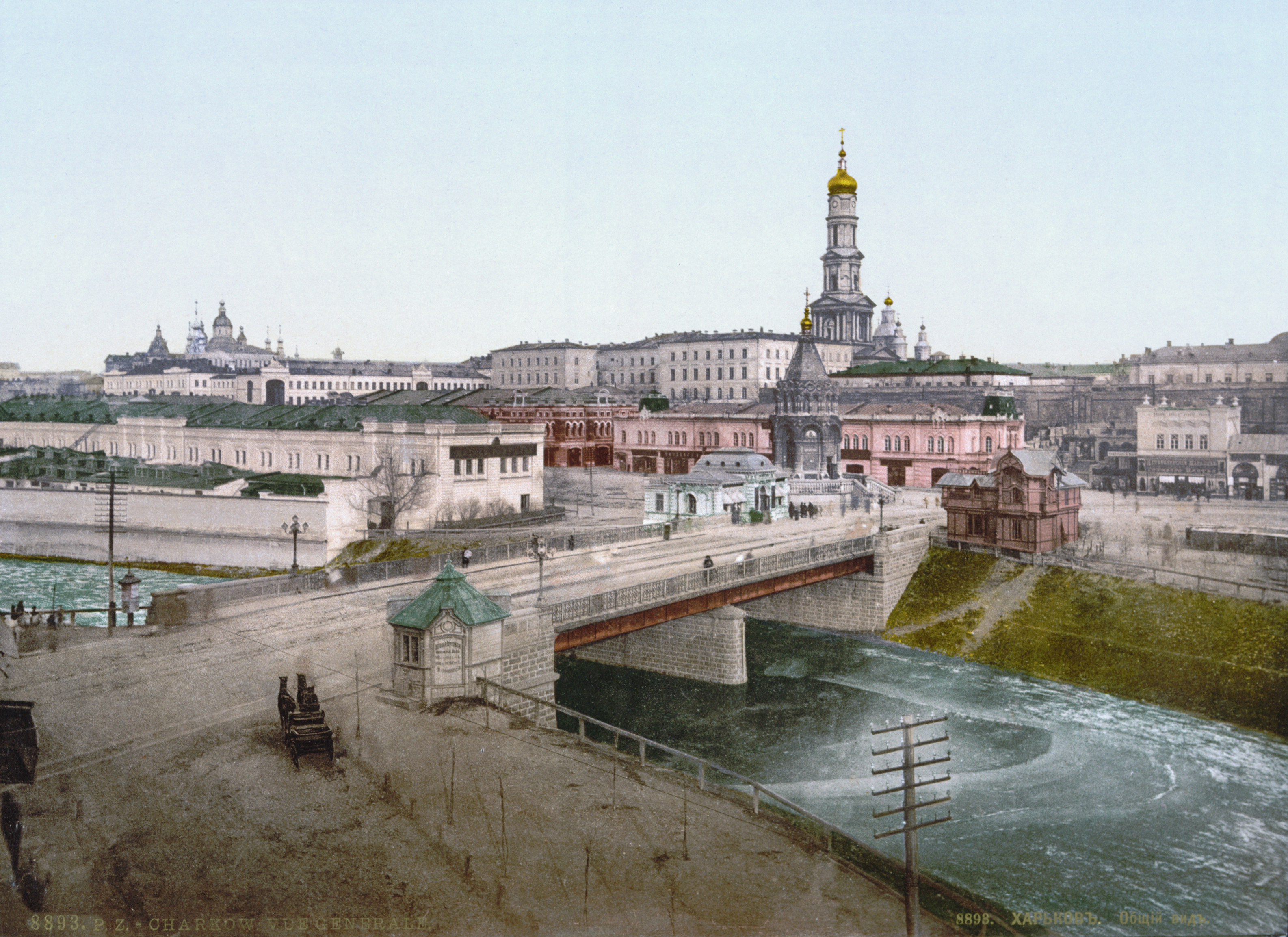
Лопанський міст на початку XX ст. Вигляд з-за Лопані на Університетську гірку

Лопанський міст (відомий також як Великий Лопанський міст, у XIX столітті також використовувалася назва Катеринославський міст, у радянські часи — Свердловський) — міст через річку Лопань в центрі міста Харкова. Розташований на самому початку вулиці Полтавський Шлях (раніше — Катеринославська, потім — Свердлова). Поєднує Нагірний район і три центральні площі міста з Залопанню.
Виконує важливу транспортну функцію зв'язку центру з західними районами міста.

## XVIII— XIX століття
Лопанський міст був першим великим мостом козацького Харкова. Точна дата його будівництва невідома, однак станом на 1745 рік на річці Лопань існував старий дерев'яний міст, що вже потребував ремонту. Протягом 1749—1750 років був побудований новий міст, який у 1760 році був сильно зіпсований під час повені. На початку 1780-х знову виникла необхідність у перебудові мосту.
У 1782 році губернським механіком Захаржевським був підготовлений проект побудови нового дерев'яного мосту з кошторисом в 4102 рубля. Будівництво мостів було повинністю всіх обивателів Харківського округу, але губернатор Чертков вирішив залучити до будівництва лише дворянство й купецтво. Представники цих станів дали згоду на фінансування на суму трохи більшу за півтори тисячі рублів, але Казенна Палата не погоджувалася без рішення Сенату на фінансування залишків кошторису. Допоки містяни намагалися зібрати необхідні кошти, міст опинився у аварійному стані: «что не только проѣзжающимъ чрезъ оный, но даже и проходящимъ не малую наводилъ опасность». У результаті питання з будівництвом було вирішене губернатором Чертковим, який ухвалив рішення про побудову мосту за кошти міського бюджету, до того ж було вирішено зробити міст кам'яним.
За новим проектом механіка Захаржевського будівництво першого кам'яного мосту в Харкові планувалося здійснити за 3423 рублі. Міст мав бути трипролітним, але власне каменю планувалося використовувати небагато — тільки для фундаментів, на зведення ж опор мосту мало піти 250 тисяч цеглин і 200 пудів заліза. Головним будівельним матеріалом все одно лишалася деревина. Роботи розпочалися навесні 1783 року і первісно мали повністю закінчитися до кінця року. Керував роботами Захаржевський, помічники якому губернатор призначив кількох купців та міщан. Каміння для фундаменту привозилося з Кам'яної Яруги, а для укріплення набережної каміння брали з валу зруйнованої Салтівської фортеці. До осені не вдалося виконати будівельні роботи у повному обсязі, але проїзд мостом став вже можливим.
Та міст виявився нестійким і вже навесні 1785 року повінь зруйнувала частину опор і прольотів. Важливу дорогу на  Катеринослав не можна було лишати без надійної переправи через Лопань, тож біля руїн кам'яного побудували два тимчасових дерев'яних мости. Але і вони вже наступного 1786 року були сильно пошкоджені новою повінню. До приїзду Катерини II міст відновили, а береги укріпили сваями й камінням. Але у 1790 році новий губернатор Кишенський визнав кам'яний міст, на будівництво та ремонти якого вже пішло більше 20 тисяч рублів, знову аварійним і таким, що не підлягає відновленню. На його місці було вирішено поставити новий дерев'яний міст, що й було зроблено харківським намісником князем Потьомкіним.
У 1832 році в межах підготовки до приїзду імператора через місто, міст був капітально відремонтований. При генерал-губернаторі Долгорукові у першій половині 1840-х років був складений план робіт по укріпленню берегів в районах Лопанського і Харківського мостів. Тоді ж була проведена і частина цих робіт. У 1847 році роботи були перервані через смерть губернатора.
Наступним генерал-губернатором Кокошкіним в кінці 1840-х — першій половині 1850-х років були продовжені роботи по укріпленню берегів річки, причому роботи проводились не тільки в районі мосту, а майже по всій набережній в межах міста. Для перепланування і укріплення берегів довелося проводити відчуження берегової смуги у приватних осіб за рахунок міста і земства. Так був побудований новий Лопанський міст, біля якого були висаджені тополі, спеціально закуплені в університетському ботанічному саду.
Дерев'яні мости потребували щорічного ремонту і в 1887–1888 роках товариством харківських кінно-залізних доріг в межах контракту по будівництву конки в місті був побудований новий залізний міст на кам'яних опорах — перший міст в Харкові, який не ушкоджували щорічні весняні повені. Кошторис будівництва складав 160 тисяч рублів.
Окрім Великого Лопанського мосту (який власне і сьогодні звуть Лопанським) через річку Лопань між Бурсацьким узвозом і Благовіщенським базаром був прокладений ще один міст, який довгий час носив назву Малого Лопанського.

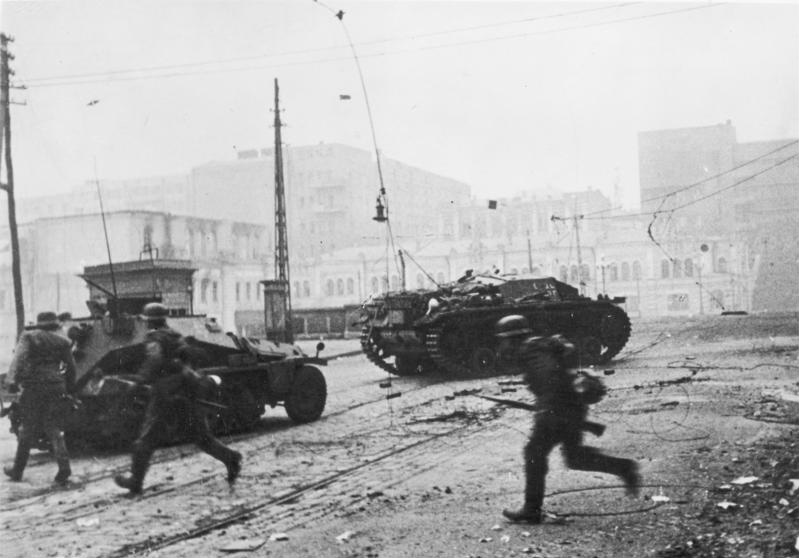
Бій за Лопанський міст 25 жовтня 1941

## ХХ— ХХІ століття

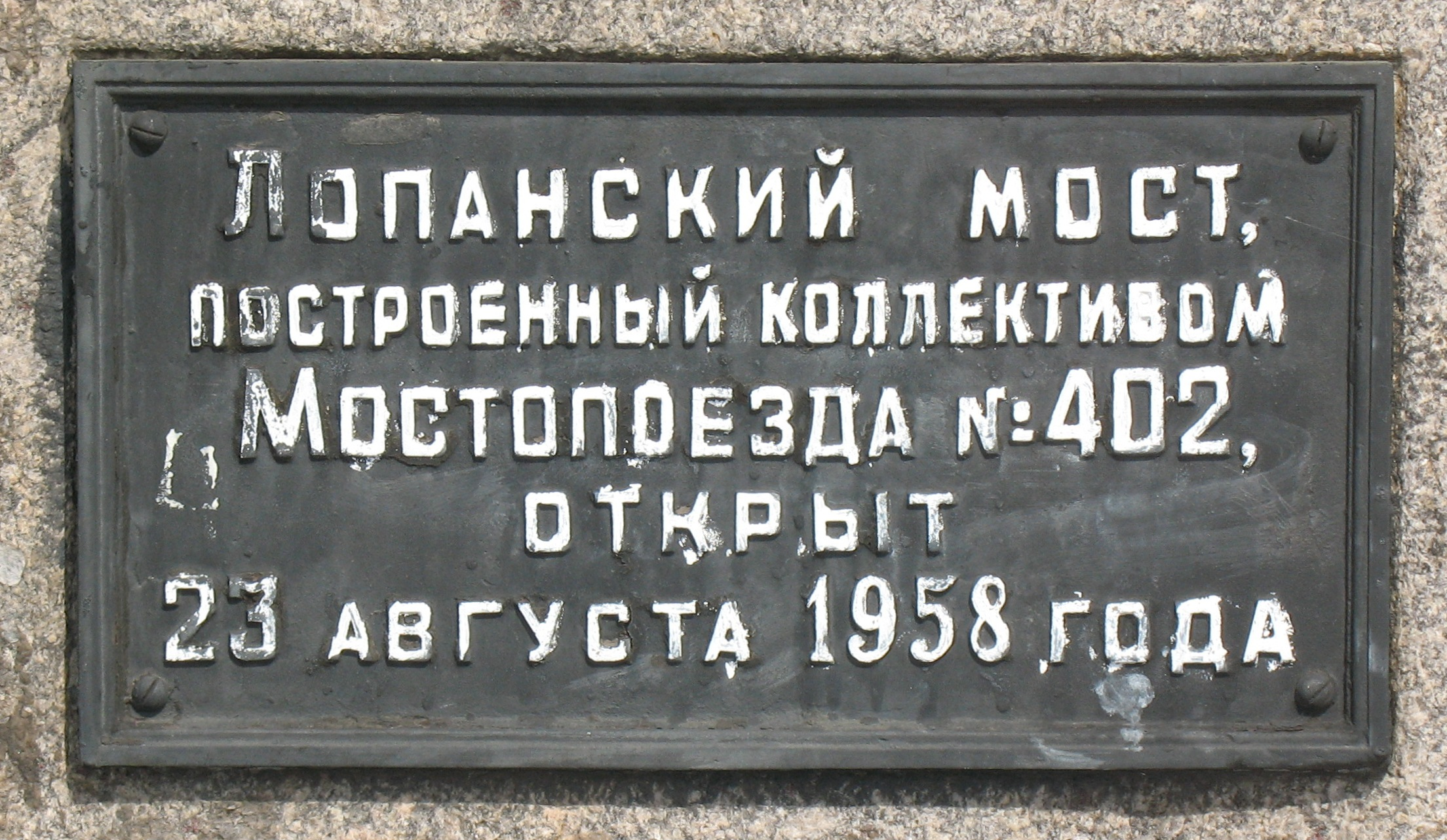

В радянські часи міст називали Свердловським, адже Вулиця Полтавський Шлях, від якого починався міст носила тоді ім'я Свердлова.
Під час Другої Світової війни міст був зруйнований і відбудований знову лише в 1958 році.
Сучасний міст збудований за проектом архітектора А. В. Межеровского. Він має два прольоти, зроблений з залізобетону з використанням кам'яних опор, що збереглися від старого мосту. В оформленні використані чавунні литі перила і стовпи освітлення, а також кам'яні тумби на березі.
Мостом проходить двополосна автодорога з трамвайними путями посередині.